# 関東天然瓦斯開発
関東天然瓦斯開発株式会社（かんとうてんねんがすかいはつ）は、天然ガスの開発・採取・販売、ヨードの製造・販売等の事業を行う株式会社。大多喜ガスとの共同持株会社であるK&Oエナジーグループ株式会社の完全子会社。

## 概説
南関東ガス田のうち千葉県茂原市を中心とした一帯の鉱区の採掘権を所有し、水溶性天然ガスの採取・販売及びヨウ素の製造・販売を営んでいる。可採埋蔵量973億立方メートルと推定される合計714平方キロメートルの鉱区で、天然ガス採掘権を有する。ただし、天然ガスの生産は地盤沈下をもたらすため、千葉県との協定に基づいて制限している。可採埋蔵量は、現在の生産量の600年分にあたるという。
2002年（平成14年）以降、村上世彰が率いる投資ファンドが株式を取得し、株主への利益の還元の拡大を要求した。一時期、関東天然瓦斯開発の筆頭株主は、天然ガスを目当てに茂原市に進出した東洋高圧工業（三井東圧化学を経て、現在三井化学）であった。その後、筆頭株主は東京電力に移り、東京電力の持分法適用会社となっていた。
2011年（平成23年）11月29日、東京電力が保有株をエア・ウォーターと京葉瓦斯に譲渡し、筆頭株主は合同資源産業（現・合同資源）に変わった。
2013年（平成25年）8月8日、子会社で東京証券取引所二部上場の大多喜ガスとの共同株式移転による経営統合を発表。2014年（平成26年）1月6日、持株会社として新設されたK&Oエナジーグループ株式会社の完全子会社となった。

## 事業
- 千葉県においての水溶性天然ガスの開発・採取。天然ガスの都市ガス会社等への販売。
- 天然ガス採取の際に汲み上げられるかん水の販売
- かん水を原料として、ヨードの製造・販売

## 沿革
- 1917年 (大正6年) 5月 - 朝日興業株式会社として設立。
- 1931年（昭和6年）5月 - 大多喜天然瓦斯株式会社に社名変更。日本で最初に天然ガス事業を開始[9]。
- 1937年（昭和12年）6月 - ヨード事業を開始。
- 1949年（昭和24年）5月 - 東京証券取引所第2部に上場。
- 1956年（昭和31年）8月 - 大天瓦斯販売株式会社（現在の大多喜ガス株式会社）を新設し、都市ガス販売業務を営業譲渡。
- 1957年（昭和32年）1月1日 - 現社名・関東天然瓦斯開発株式会社に変更。
- 1974年（昭和49年）7月 - 東京証券取引所第1部に指定替え。
- 1992年（平成4年）1月 - 大天瓦斯販売株式会社が大多喜ガス株式会社に社名変更
- 1996年（平成8年）9月 - 大多喜ガス株式会社が東京証券取引所第2部に上場。
- 2007年（平成19年）4月 - 持分法関連会社だった日本天然ガス株式会社を子会社化。
- 2014年（平成26年）1月 - 大多喜ガス株式会社とともにK&Oエナジーグループ株式会社の完全子会社となる。本社を千葉県茂原市に移転。
- 2018年（平成30年）10月 - 子会社だった関東建設株式会社を吸収合併。